# Lyckliga familjen
Lyckliga familjen är en svensk kortfilm från 2009 i regi av Markus Andréasson. I rollerna ses bland andra Ebba Ribbing, Marika Lagercrantz och Linda Källgren.

## Handling
11-åriga Sonja har en alkoholiserad mor och flyttar därför till en fosterfamilj och börjar en ny skola. Hon får en äldre fosterbror som räddar henne när hon blir mobbad i skolan. Sakta börjar hon omvärderar sin bild av modern där hon inser att det modern lovat henne har varit tomma ord.

## Medverkande
- Ebba Ribbing
- Marika Lagercrantz
- Linda Källgren
- Linda Kulle
- Jeanette Holmgren
- Michael Olsen
- Agneta Ahlin
- Gabriella Widstrand
- Alexi Matthis
- Julia Hansson Melgarejo

## Om filmen
Filmen skrevs och producerades av Andréasson för MA Film Produktion AB. Den spelades in med Peter Kruse som fotograf och klipptes av Margareta Lagerqvist. Den premiärvisades 2009.